# تشاه سلطان (صحرا بردسكن)
تشاه سلطان (بالفارسية: چاه سلطان) هي قرية تقع في إيران في قسم صحرا الريفي. يقدر عدد سكانها بـ 89 نسمة بحسب إحصاء 2016.